# 迪永斯
迪永斯（法語：Dions，法語發音：[djɔ̃s]）是法国加尔省的一个市镇，属于尼姆区。

## 地理
迪永斯（43°55'53"N, 4°17'49"E）面积11.32 平方千米，位于法国奧克西塔尼大區加尔省，该省份为法国南部沿海省份，南端濒地中海，北起顺时针与阿尔代什省、沃克吕兹省、罗讷河口省、埃罗省、阿韦龙省和洛泽尔省接壤。
与迪永斯接壤的市镇（或旧市镇、城区）包括：拉卡尔梅特、尼姆、圣阿娜斯塔西、圣沙普特。

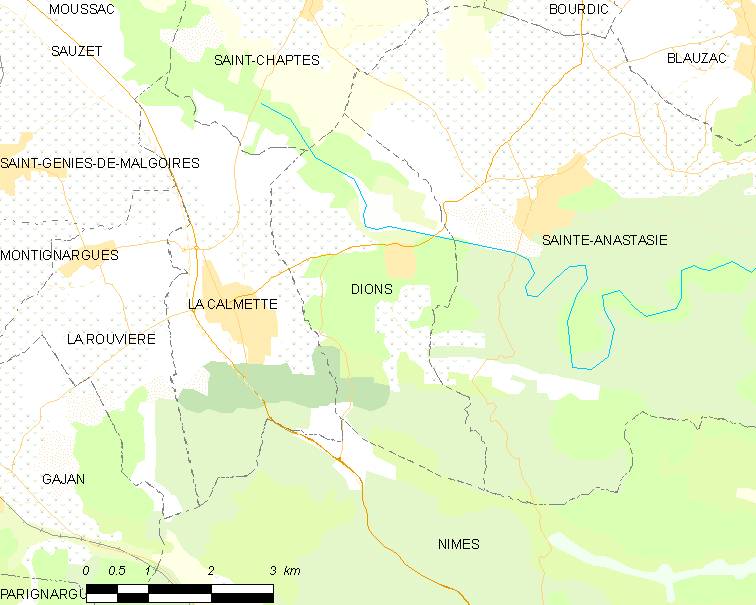
迪永斯的OSM定位图

迪永斯的时区为UTC+01:00、UTC+02:00（夏令时）。

## 行政
迪永斯的邮政编码为30190，INSEE市镇编码为30102。

## 政治
迪永斯所属的省级选区为于泽斯县。

## 人口

1962-2008年间迪永斯人口变化图示

迪永斯于2022年1月1日时的人口数量为531人。